# Urzainqui
Urzainqui település Spanyolországban, Navarra autonóm közösségben. Urzainqui Isaba, Roncal – Erronkari és Uztárroz – Uztarroze községekkel határos. Lakosainak száma 78 fő (2024).

## Népesség
A település népessége az elmúlt években az alábbi módon változott:
| Lakosok száma | 104  | 109  | 104  | 91   | 91   | 100  | 92   | 84   | 88   | 78   |
|               | 2001 | 2004 | 2006 | 2009 | 2011 | 2014 | 2016 | 2019 | 2021 | 2024 |